# Günther Stein (Journalist)
Günther Egon Oswald Stein (* 22. April 1900 in Schöneberg bei Berlin; † 22. Januar 1961 in London) war ein deutscher Journalist und Buchautor.

## Leben
Stein war zwischen 1920 und 1933 beim Berliner Tageblatt beschäftigt. 1932 war er Korrespondent in Moskau. Aufgrund seiner jüdischen Herkunft wanderte er 1933 nach England aus. Ab 1934 war Stein als Auslandskorrespondent in Japan  für den Manchester Guardian, den Christian Science Monitor und für Associated Press tätig und von 1938 bis 1941 in Hongkong. 1945 ging er in die USA und kehrte 1947 nach Großbritannien zurück.
Der Herausgeber des Christian Science Monitor, Erwin D. Canham, schrieb in seiner 1958 herausgegebenen Geschichte seiner Zeitung, Commitment to Freedom, über Steins Beiträge zu Japan und China in seiner Zeitung, die 1945 endete. Darin mutmaßt er, Stein habe für die Sowjetunion während seines Japanaufenthaltes gearbeitet. Er bezeichnet ihn als „rätselhaft“ und dass man „zu wenig wusste“.
Der US-Senator Joseph McCarthy beschuldigte Stein der Spionage für China. Während des Zweiten Weltkrieges soll er ein Teil des „Rings“ von Richard Sorge gewesen sein. Außerdem soll Stein mit Max Christiansen-Clausen zusammengearbeitet haben.

## Werke
- Made in Japan. Methuen, 1935.
- Far East in Ferment. Methuen, 1936.
- Chungking Considers the Future. American Institute of Pacific Relations, 1942.
- The Challenge of Red China. Da Capo Press, 1945, ISBN 0-306-70736-5.
- American Business With East Asia: A study of economic relations between the United States and East Asia, 1946-1947. American Institute of Pacific Relations, 1947.
- The World the Dollar Built. D. Dobson, 1952.